# Poncelle
Poncelle est un village de la commune belge de Tintigny, situé en Région wallonne dans la province de Luxembourg. Il fait partie de la Gaume et comptait 107 habitants en 2004.

## Histoire
Sous l'ancien régime, le village faisant partie de la Seigneurie de Villemont.
Le 10 mai 1940, à la suite d'un affrontement entre les Cuirassiers Français et les troupes allemandes, huit soldats français sont tués dans le village.
Avant la fusion des communes de 1977, Poncelle faisait déjà partie de la commune de Tintigny.

## Étymologie
En 1267, le village s'écrit Poncel. Ensuite, il s'orthographie Pansay, Pansel, Poncé et Poncelle. Il signifierait : Petit pont.

## Situation
Le village se situe entre les localités de Tintigny, Sainte-Marie-sur-Semois et Bellefontaine.
Deux routes nationales (N.83 et N.895) passent respectivement au nord et au sud du village.

## Description
Petit village assez concentré, Poncelle est une localité à vocation agricole. La plupart des habitations sont précédées d'un usoir, une cour qui servait à entreposer le fumier, le bois ou le charroi. Le centre de la place du village est occupé par le monument aux morts constitué d'une colonne en pierre.
Aucun édifice religieux n'est recensé dans la localité.